# Aintzane Ezenarro
Aintzane Ezenarro Egurbide (Getaria, 18 de març de 1971) és una política d'Euskadi. Pertany al partit independentista basc Aralar, i forma part del seu comitè executiu. A diferència d'altres membres d'aquest partit, Aintzane Ezenarro no prové de Batasuna sinó del moviment Elkarri.

## Biografia i trajectòria política
Aintzane Ezenarro va néixer en una família obrera, pròxima als moviments sindicals. És la més gran de tres germans. Llicenciada en Periodisme i Sociologia Política, va passar per diversos mitjans de comunicació, entre ells la televisió basca EiTB. Posteriorment Ezenarro es va unir a Elkarri, amb qui havia pres contacte durant la seva etapa universitària, no només com a simpatitzant, sinó també professionalment. Va ser durant sis anys mebre del "Taller Nacional" d'aquest moviment i responsable de la seva revista durant quatre anys. Segons les seves pròpies declaracions, va ser la decepció que va patir quan, el desembre del 1999, ETA va trencar la treva que mantenia, després de catorze mesos d'inactivitat, el que la va impulsar a saltar a l'arena política i a col·laborar amb la formació Aralar, corrent d'Euskal Herritarrok que es va constituir com a partit quan s'estava produint la refundació de Batasuna l'any 2001.
El 2003 va ser escollida regidora de la seva localitat natal, Guetaria, i va revalidar l'acta de regidora el 2007. Poc després va ser escollida consellera, l'actubre de 2003, substituint l'únic representar d'Aralar a les Juntes Generals de Guipúscoa, José Etxeberria. Això no obstant, no va acabar la legislatura (va ser substituïda per Rebeka Ubera), en ser designada cap de llista per Guipúscoa per la seva formació política a les eleccions al Parlament Basc de 2005. Aintzane Ezenarro va obtenir l'escó, essent l'única parlamentària d'Aralar durant la legislatura 2005-2009. Com a regidora i diputada autonòmica, va impulsar les investigacions sobre la qüestionada gestió del Museu Balenciaga. També va donar suport habitualment a les iniciatives del tripartit liderat per Juan José Ibarretxe. S'ha posicionat públicament en contra de la Llei de Partits i a favor de la participació de Batasuna i els seus continuadors a les eleccions. A les eleccions de 2009, va repetir com a cap de llista per Guipúscoa, aconseguint de nou l'escó que ocupava, però aquesta vegada, amb la companyia de tres diputats més d'Aralar.

## Altres dades
El desembre de 2001 va ser guardonada amb el Memorial Joan B. Cendrós d'articles sobre la nació catalana publicats fora dels territoris catalanoparlants pel seu article aparegut a la revista d'Elkarri, "Catalunya por el diálogo". Li agrada llegir, principalment literatura en euskera. Entre els seus autors preferits hi trobem el donostiarra Iban Zaldua. És mare de tres fills.